# Đá Cô Lin
Đá Cô Lin (tiếng Anh: Collins Reef hoặc Johnson North Reef (hay Johnson Reef North); tiếng Trung: 鬼喊礁; bính âm: Guǐhǎn jiāo, Hán-Việt: Quỷ Hám tiêu) là một rạn san hô thuộc cụm Sinh Tồn của quần đảo Trường Sa. 
| 1 | Đá Gạc Ma     |
| 2 | Đá Trà Khúc   |
| 3 | Đá Len Đao    |
| 4 | Đá Phúc Sĩ    |
| 5 | Đá Văn Nguyên |
| 6 | Đá Ninh Hòa   |
| 7 | Đá Vị Khê     |
| 8 | Sinh Tồn Đông |

| 9  | Đá An Bình   |
| 10 | Đá Ba Đầu    |
| 11 | Đá Đức Hòa   |
| 12 | Đá Bãi Khung |
| 13 | Đá Bình Sơn  |
| 14 | Đá Tư Nghĩa  |
| 15 | Đá Bia       |
| 16 | Đá Ken Nan   |

| 17 | Đá Bình Khê   |
| 18 | Đá Nhạn Gia   |
| 19 | Đảo Sinh Tồn  |
| 20 | Đá Sơn Hà     |
| 21 | Đá Nghĩa Hành |
| 22 | Đá Tam Trung  |
| 23 | Đá Cô Lin     |

| 1 | Đá Gạc Ma     |
| 2 | Đá Trà Khúc   |
| 3 | Đá Len Đao    |
| 4 | Đá Phúc Sĩ    |
| 5 | Đá Văn Nguyên |
| 6 | Đá Ninh Hòa   |
| 7 | Đá Vị Khê     |
| 8 | Sinh Tồn Đông |

| 9  | Đá An Bình   |
| 10 | Đá Ba Đầu    |
| 11 | Đá Đức Hòa   |
| 12 | Đá Bãi Khung |
| 13 | Đá Bình Sơn  |
| 14 | Đá Tư Nghĩa  |
| 15 | Đá Bia       |
| 16 | Đá Ken Nan   |

| 17 | Đá Bình Khê   |
| 18 | Đá Nhạn Gia   |
| 19 | Đảo Sinh Tồn  |
| 20 | Đá Sơn Hà     |
| 21 | Đá Nghĩa Hành |
| 22 | Đá Tam Trung  |
| 23 | Đá Cô Lin     |

| 1 | Đá Gạc Ma     |
| 2 | Đá Trà Khúc   |
| 3 | Đá Len Đao    |
| 4 | Đá Phúc Sĩ    |
| 5 | Đá Văn Nguyên |
| 6 | Đá Ninh Hòa   |
| 7 | Đá Vị Khê     |
| 8 | Sinh Tồn Đông |

| 9  | Đá An Bình   |
| 10 | Đá Ba Đầu    |
| 11 | Đá Đức Hòa   |
| 12 | Đá Bãi Khung |
| 13 | Đá Bình Sơn  |
| 14 | Đá Tư Nghĩa  |
| 15 | Đá Bia       |
| 16 | Đá Ken Nan   |

| 17 | Đá Bình Khê   |
| 18 | Đá Nhạn Gia   |
| 19 | Đảo Sinh Tồn  |
| 20 | Đá Sơn Hà     |
| 21 | Đá Nghĩa Hành |
| 22 | Đá Tam Trung  |
| 23 | Đá Cô Lin     |

| 1 | Đá Gạc Ma     |
| 2 | Đá Trà Khúc   |
| 3 | Đá Len Đao    |
| 4 | Đá Phúc Sĩ    |
| 5 | Đá Văn Nguyên |
| 6 | Đá Ninh Hòa   |
| 7 | Đá Vị Khê     |
| 8 | Sinh Tồn Đông |

| 9  | Đá An Bình   |
| 10 | Đá Ba Đầu    |
| 11 | Đá Đức Hòa   |
| 12 | Đá Bãi Khung |
| 13 | Đá Bình Sơn  |
| 14 | Đá Tư Nghĩa  |
| 15 | Đá Bia       |
| 16 | Đá Ken Nan   |

| 17 | Đá Bình Khê   |
| 18 | Đá Nhạn Gia   |
| 19 | Đảo Sinh Tồn  |
| 20 | Đá Sơn Hà     |
| 21 | Đá Nghĩa Hành |
| 22 | Đá Tam Trung  |
| 23 | Đá Cô Lin     |

Đá Cô Lin là đối tượng tranh chấp giữa Việt Nam, Đài Loan, Philippines và Trung Quốc. Sau trận Hải chiến Trường Sa 1988 giữa Việt Nam và Trung Quốc, Việt Nam vẫn giữ quyền kiểm soát và quy thuộc thực thể địa lý này vào xã Sinh Tồn, huyện Trường Sa, tỉnh Khánh Hòa.

## Địa lý

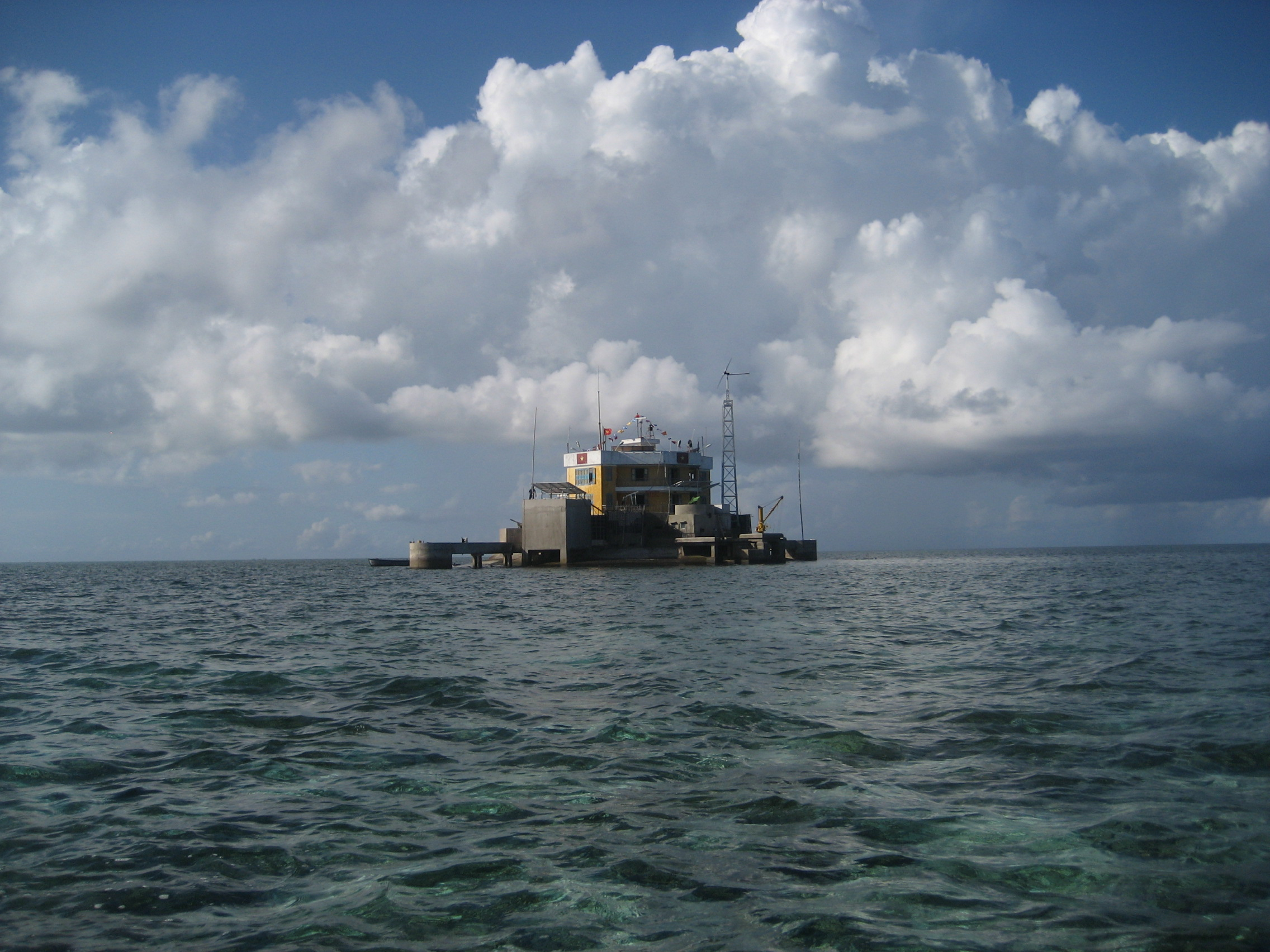
Nhà lâu Đảo Cô Lin, nơi đóng quân của Hải quân Việt Nam.

Đá Cô Lin nằm cách đảo Sinh Tồn 8,1 hải lý (15 km) về phía tây nam, cách đá Gạc Ma khoảng 3,9 hải lý (7,2 km) về phía tây bắc và cách đá Len Đao 7 hải lý (13 km) về phía tây. Bản chất là một rạn san hô hình tam giác có cạnh hơi cong, có chiều dài mỗi cạnh khoảng 1 hải lý. Đá này ngập chìm dưới nước khi thủy triều lên và chỉ có vài hòn đá nổi lên khi thủy triều xuống thấp. Diện tích thềm san hô đá Cô Lin khoảng 2.05 km2.
Bản đồ hành chính đều thể hiện danh từ riêng là Cô Lin còn danh từ chung để mô tả thực thể là đá. Về bản chất địa lý, đá Cô Lin không phải là một đảo mà là rạn san hô.
Nơi đây có tổ hợp kiến trúc Đảo Cô Lin gồm một nhà lâu là điểm đóng quân nối bằng cầu với một nhà văn hóa đa năng (xây dựng và hoàn thành vào năm 2017, khánh thành năm 2018) cách đó 65 m. Tọa độ địa lí ghi trên bia chủ quyền Đảo Cô Lin là 9°46′25″B 114°15′19″Đ / 9,77361°B 114,25528°Đ.

Tháng 6 năm 2025, Việt Nam bắt đầu hoạt động bồi đắp mở rộng điểm Đảo Cô Lin.

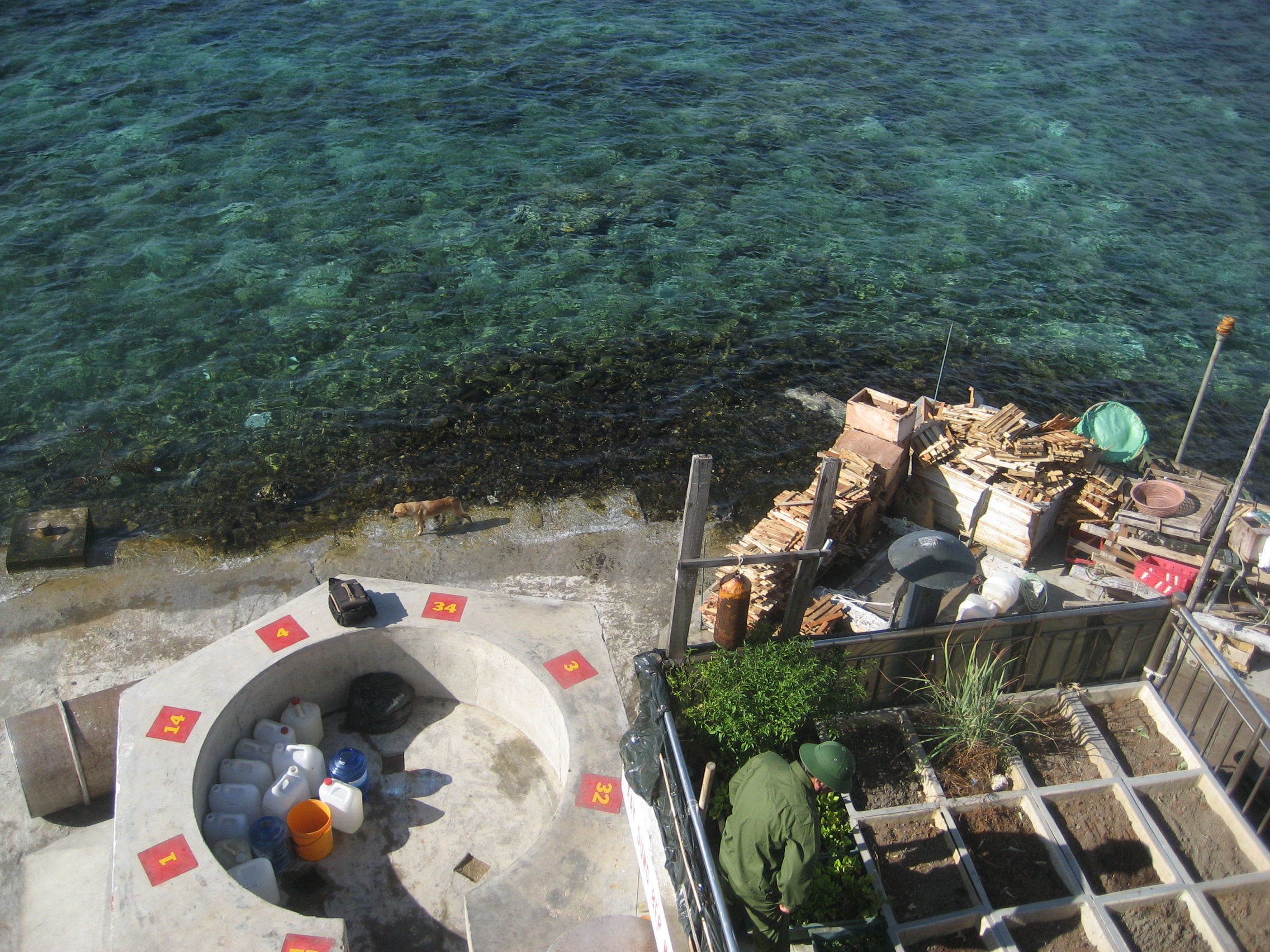
Một cảnh sinh hoạt tại đảo nhân tạo trên đá Cô Lin

## Lịch sử
Khoảng 18h ngày ngày 13 tháng 3 năm 1988, tàu đổ bộ HQ-505 của hải quân Việt Nam đến thả neo ở mép đá Cô Lin.
Khoảng 5 giờ sáng 14 tháng 3, 3 tổ binh lính trên tàu HQ-505 đổ bộ và cắm cờ chủ quyền ở 3 góc của đá Cô Lin. Gần 8 giờ sáng cùng ngày, 2 tàu khu trục Trung Quốc liên tục nã pháo vào HQ-505 làm tàu này bốc cháy và có nguy cơ chìm. Thuyền trưởng Vũ Huy Lễ quyết định cho tàu HQ-505 ủi lên bãi đá trong khi các tàu chiến Trung Quốc tiếp tục nã đạn.
Do có thương vong lớn ở đá Gạc Ma, thuyền trưởng Vũ Huy Lễ cho một tiểu đội đi xuồng cao su sang Gạc Ma cấp cứu thương binh. Lúc 15 giờ ngày 14 tháng 3, xuồng đưa 45 thương binh về cập tàu. Khoảng 16 giờ, tàu HQ-671 của Việt Nam treo cờ chữ thập  lùi vào bãi nhận thương binh liệt sĩ đưa về đảo Sinh Tồn, số còn lại do thuyền trưởng Vũ Huy Lễ chỉ huy tiếp tục bám giữ ở Cô Lin.
Làm chủ được Cô Lin sau sự kiện 14 tháng 3 năm 1988, Bộ Tư lệnh vùng 4 Hải quân của Việt Nam quyết định đưa lực lượng do Lữ đoàn trưởng Phạm Công Phán chỉ huy đi xây dựng nhà cao chân trên đá Cô Lin. Ngày 10 tháng 7 năm 1988, công binh xây xong nhà cao chân và bàn giao lại cho hải quân Lữ đoàn 146 kiểm soát.